# Łojowice (województwo dolnośląskie)
Łojowice (do 1945 r. niem. Louisdorf) – wieś w Polsce, położona w województwie dolnośląskim, w powiecie strzelińskim, w gminie Wiązów.

## Podział administracyjny
W latach 1954–1972 wieś należała i była siedzibą władz gromady Łojowice. W latach 1975–1998 miejscowość administracyjnie należała do województwa wrocławskiego.

## Historia
O Łojowicach po raz pierwszy dowiadujemy się z dokumentów z 1450 r. Wtedy nosiły nazwę Ludwigsdorf. Później nazwę zmieniono na Luisdorf. Kto był właścicielem Łojowic do XVIII w., nie wiadomo. Pierwszym udokumentowanym jest Wenzel von Prittwitz, który w połowie XVIII w. nabył majątek w Łojowicach. Później właściciele zmieniali się dość często. Pod koniec XIX w. Łojowice należały do Gottlieba Waltera z Żeleźnika. Po nim odziedziczyła je jego córka Elisabeth. Do 1945 r. właścicielem majątku był syn Elisabeth, Leopold von Carnap. Już w XIX wieku we wsi funkcjonowały: browar, młyn i gorzelnia.

## Zabytki
Do wojewódzkiego rejestru zabytków wpisany jest:
- zespół pałacowy:
  - pałac w Łojowicach; został wybudowany w stylu neorenesansowym w 1848 r. Główny korpus pochodzi z drugiej połowy XIX w., a skrzydło z początków XX w. Dwukondygnacyjna budowla zbudowana jest na planie litery L. Dachy są pokryte dachówką, nad głównym korpusem budynku jest mansardowy dach z lukarnami
  - park, z przełomu XIX/XX w., można tu zobaczyć dawną oranżerię z drugiej połowy XIX w., obecnie przerobioną na garaż

inne zabytki:
- ruiny mauzoleum Elisabeth von Carnap z domu Walter znajdują się w lesie na wschód od pałacu. Mauzoleum wykonane z piaskowca zostało zniszczone w roku 1996 lub 1997.

## Galeria

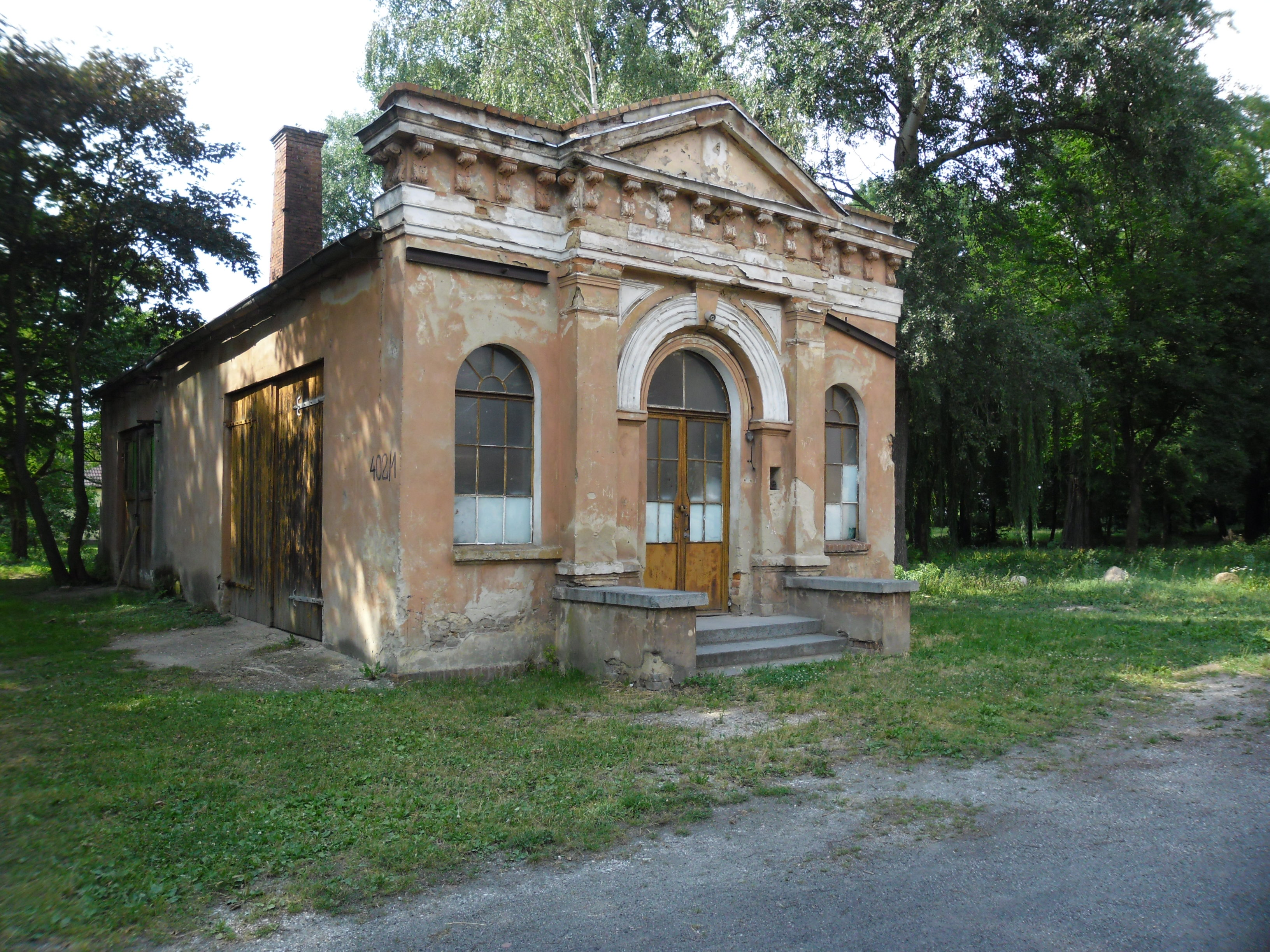
Budynek dawnej oranżerii
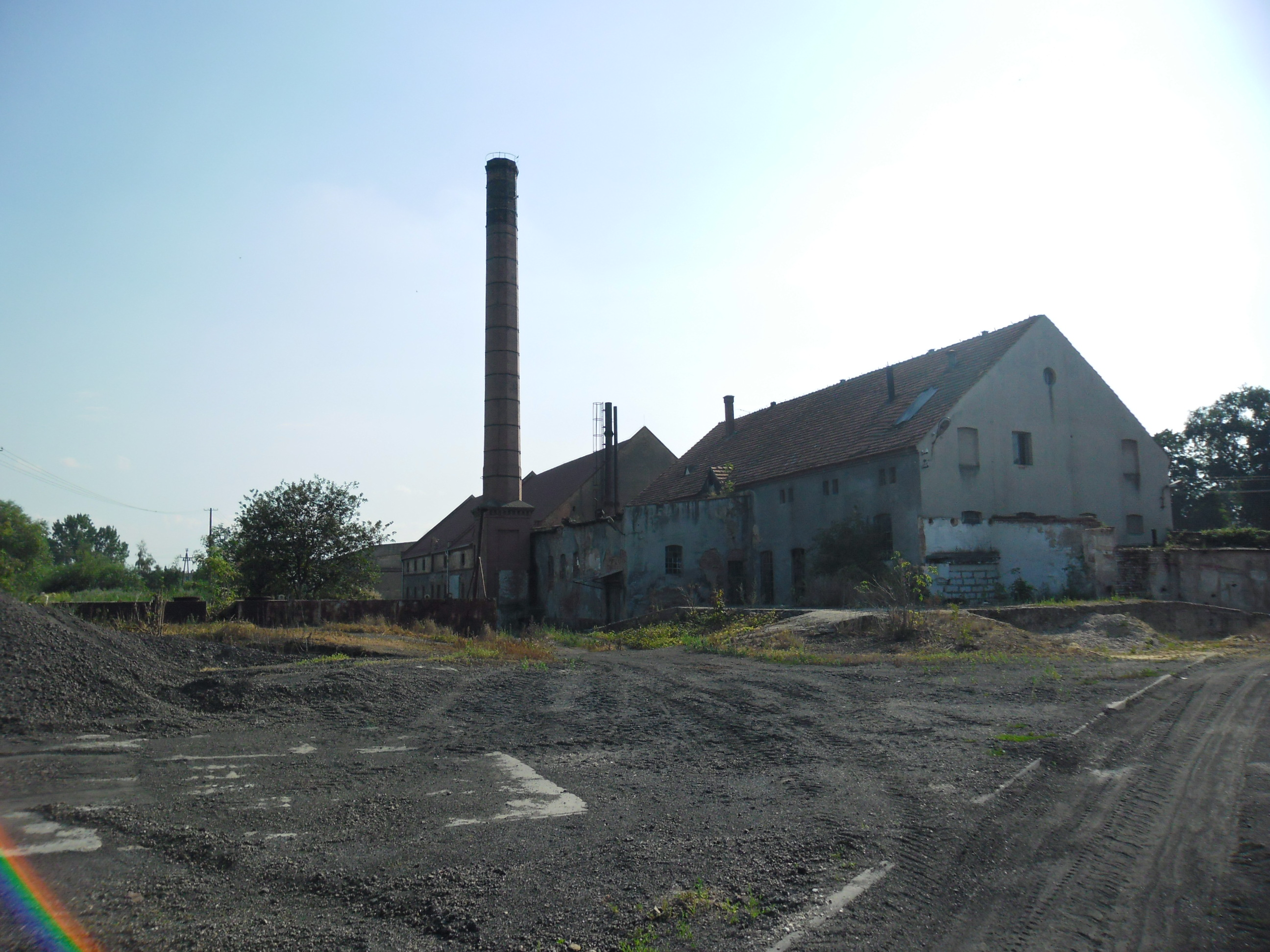
Budynek dawnej gorzelni
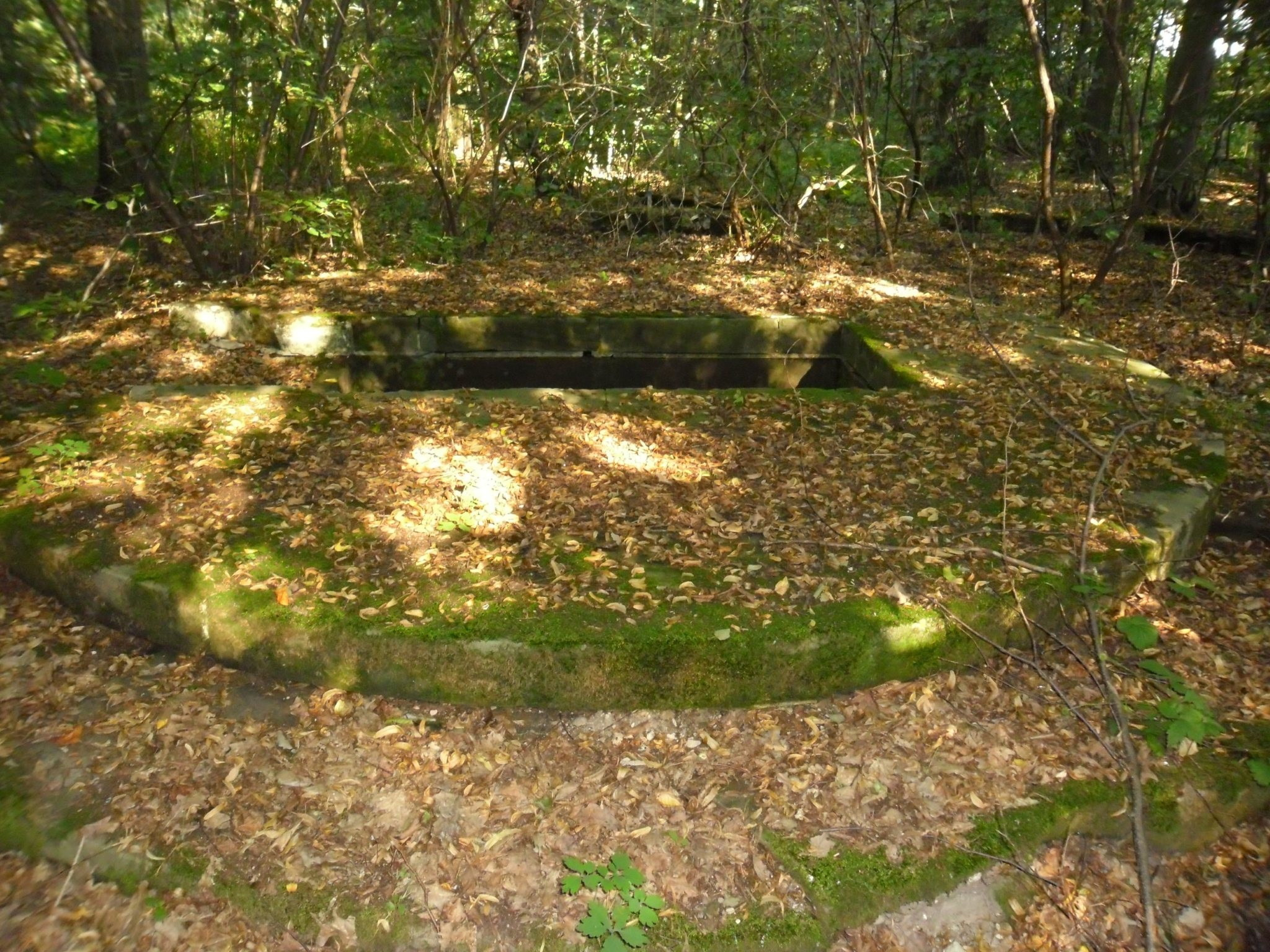
Grobowiec Elisabeth von Carnap
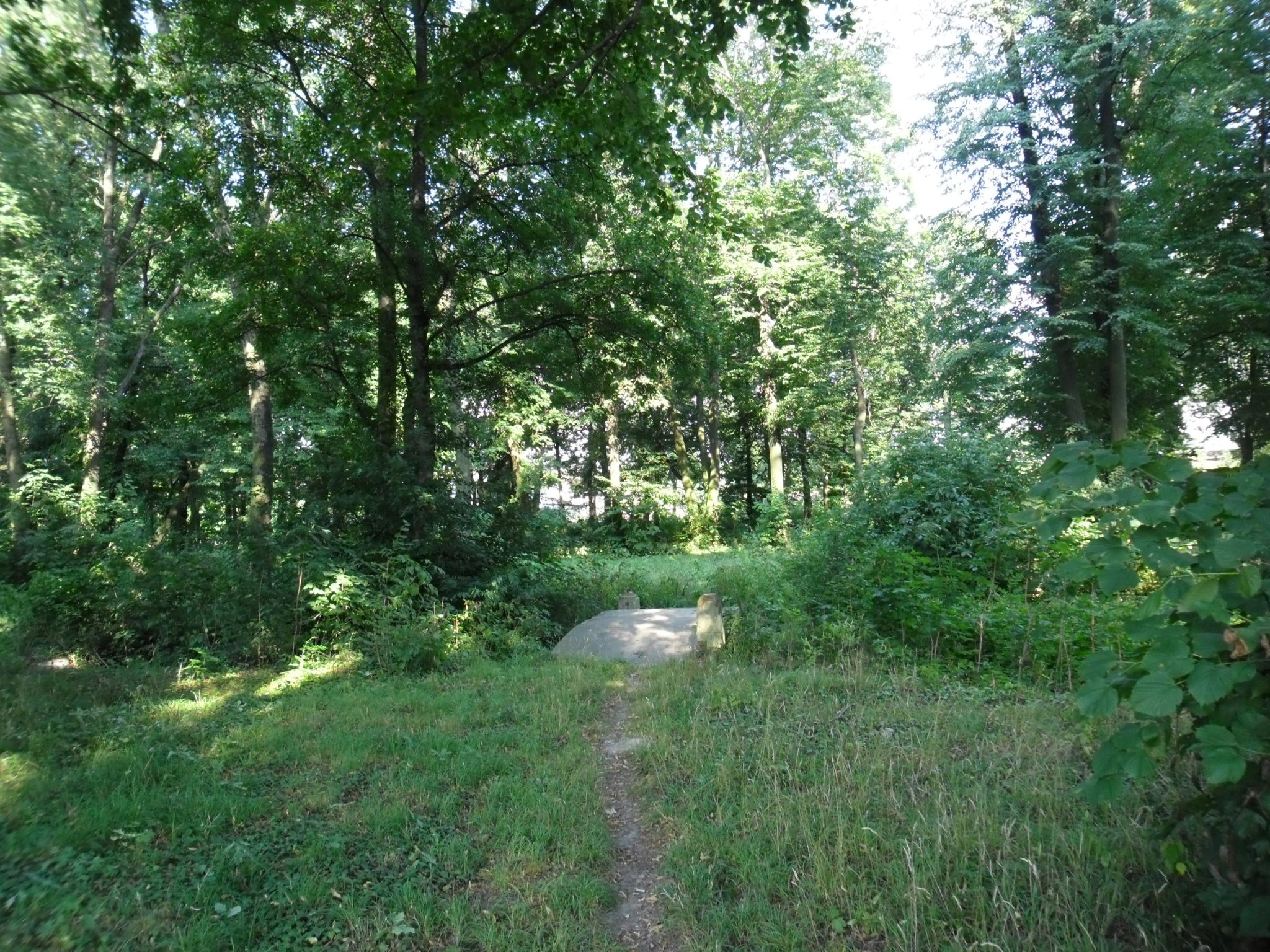
Park pałacowy
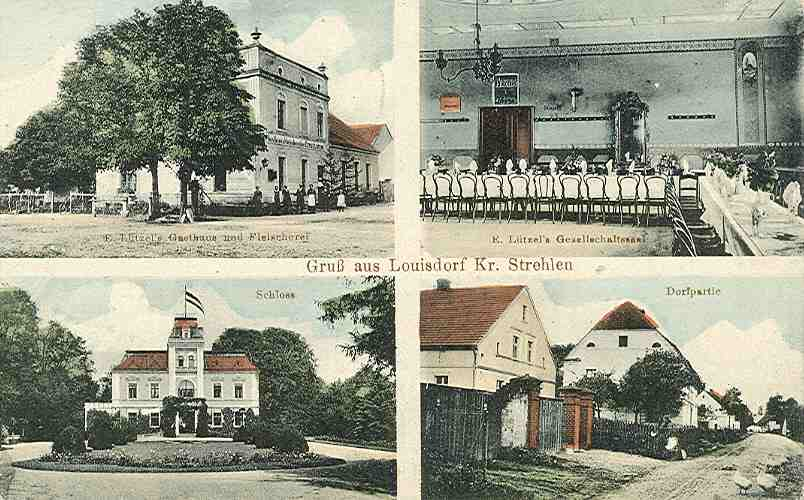
Miejscowość na pocztówce (~1920 r.)

## Szlaki turystyczne
Strużyna - Łojowice